# Polnische American-Football-Nationalmannschaft
Die polnische American-Football-Nationalmannschaft ist die polnische Nationalmannschaft für American Football. Sie wird vom Polski Związek Futbolu Amerykańskiego (PZFA) organisiert und existiert in ihrer jetzigen Form seit 2012.

## Geschichte
Ihr erstes offizielles Spiel bestritt die polnische Nationalmannschaft im Jahr 2013. Das Arena-Football-Spiel verloren die Polen gegen Schweden 14:27. Im Jahr 2015 nahm die polnische Nationalmannschaft zum ersten Mal an der Qualifikation zur Europameisterschaft teil – in der Gruppe B verloren die Polen gegen Tschechien 7:14. Während der World Games 2017 verlor Polen im Halbfinale gegen Frankreich 2:28. Im Spiel um Platz drei unterlag Polen den USA 07:14.
Der erste Head Coach der Nationalmannschaft war Maciej Cetnerowski. Im Jahr 2015 übernahm der Amerikaner Bradley Arbon den Posten.

## Kader
Aktueller Kader der polnischen Herren-Nationalmannschaft bei den World Games 2017: